# Gyllingska villan

Gyllingska villan (även Vårbacka) är en byggnad intill sjön Magelungen vid Högerudsbacken 51 i Farsta strand i södra Stockholm. Huset är en stor trävilla som uppfördes 1903 för kassör Carl Wilhelm Cederborg, men uppkallades efter familjen Gylling som bodde i huset i drygt 50 år. I dag (2011) finns där Waldorf-förskolan “Solglimten“. På tomten finns ytterligare en byggnad som härbärgerar förskolan “Lilla Vårbacka”. På en karta från 1912 anges även namnet “Eka” för villan. Byggnaden är en av de få kvarvarande villorna i Södertörns villastad.

## Byggnadsbeskrivning
Villan ligger i en södersluttning med utsikt över Magelungen. Det är en enplansbyggnad med utbyggd vindsvåning och hög stensockel. Ytan är på 300 m². Den numera rosafärgade fasadpanelen (ursprunglig gulfärgad) växlar mellan stående och liggande. I underkant av fönstren på både bottenvåningen och vindsvåningen löper en liggande vit list. På både husets baksida och framsida markeras mittaxeln av en frontespis. På framsidan finns även en veranda med altan i mittaxeln. På framsidan markeras husets och verandans hörn av vita pilasterliknande hörnbrädor. Yttertaket är ett valmat sadeltak täckt med rött lertegel. Takfallet fortsätter utanför fasaden och under taksprånget sitter vita, kontursågade konsoler.
År 1914 byggdes huset om. Bland annat breddades det utskjutande entrépartiet och dagens entrédörr kom till. Samtidigt byggdes ett blomsterrum till med den del där den sekundära entrén förlades. Vinden inreddes och baksidan försågs med en frontespis. Sannolikt tillkom även framsidans frontespis vid denna tid.

## Gyllings ära

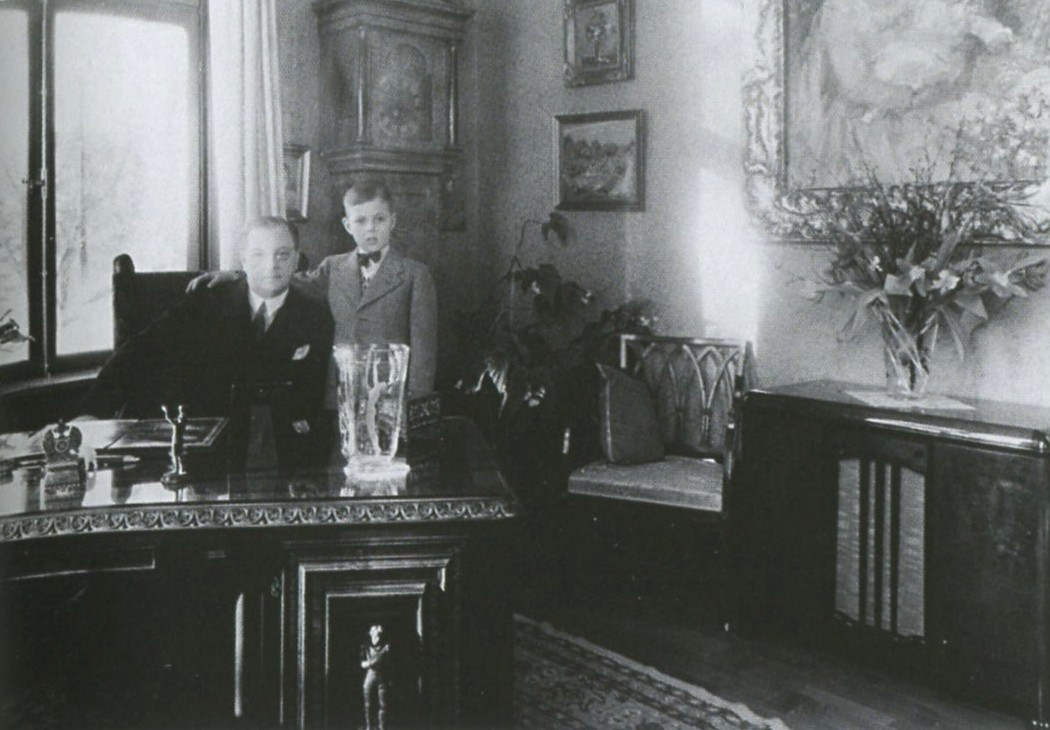
Bertil Gylling senior och junior på "Vårbacka". Till höger står företagets egen radiogrammofon.

Innan familjen Bertil Gylling flyttade till Vårbacka bodde de i en villa i det närbelägna  Fagersjö, även den vid Magelungen. År 1930, när sonen Bertil Gylling junior var ett år gammal flyttade familjen till huset i Södertörns villastad som de kallade Vårbacka. Bertil Gylling (senior) grundade 1912 företaget Gylling & Co och 1937 Centrum Radio (tillverkare av bland annat radioapparater, snabbtelefoner och annan elektronik).
Så småningom flyttade även svärfar och svärmor Jungwirth (härstammande från Österrike) in i villan. Josef Jungwirth hade varit rektor för Konstakademin i Wien och kejserlig hovmålare. Det var inte ovanligt att både den svenska och den österrikiska fanan hissades utanför byggnaden. Stämningen på Vårbacka präglades av sekelskiftets Wien och centraleuropeiskt kulturliv. I finrummet stod företagets egen radiogrammofon “direktörsmodellen”.
År 1941 flyttade familjen till Strandvägen i Stockholm, men man behöll villan vid Magelungen för helgutflykter och redan 1947 återvände Gyllings tillbaka till "landet" igen. Bertil Gylling (junior) hade under sin utbildning vid Handelshögskolan i slutet av 1940-talet en liten ungkarlslägenhet i före detta trädgårdsmästarbostaden (kallad Stallbacken). Vårbacka stannade i familjens ägo till 1983, året efter att Bertil Gylling hade avlidit.

## Villan i dag
År 1983 förvärvade Stockholms stad fastigheten. Numera bedrivs förskoleverksamhet i huvudbyggnaden och i den tidigare trädgårdsmästarbostaden. Båda hör till Martinskolan, som drivs efter Waldorfpedagogikens idéer.

## Bilder

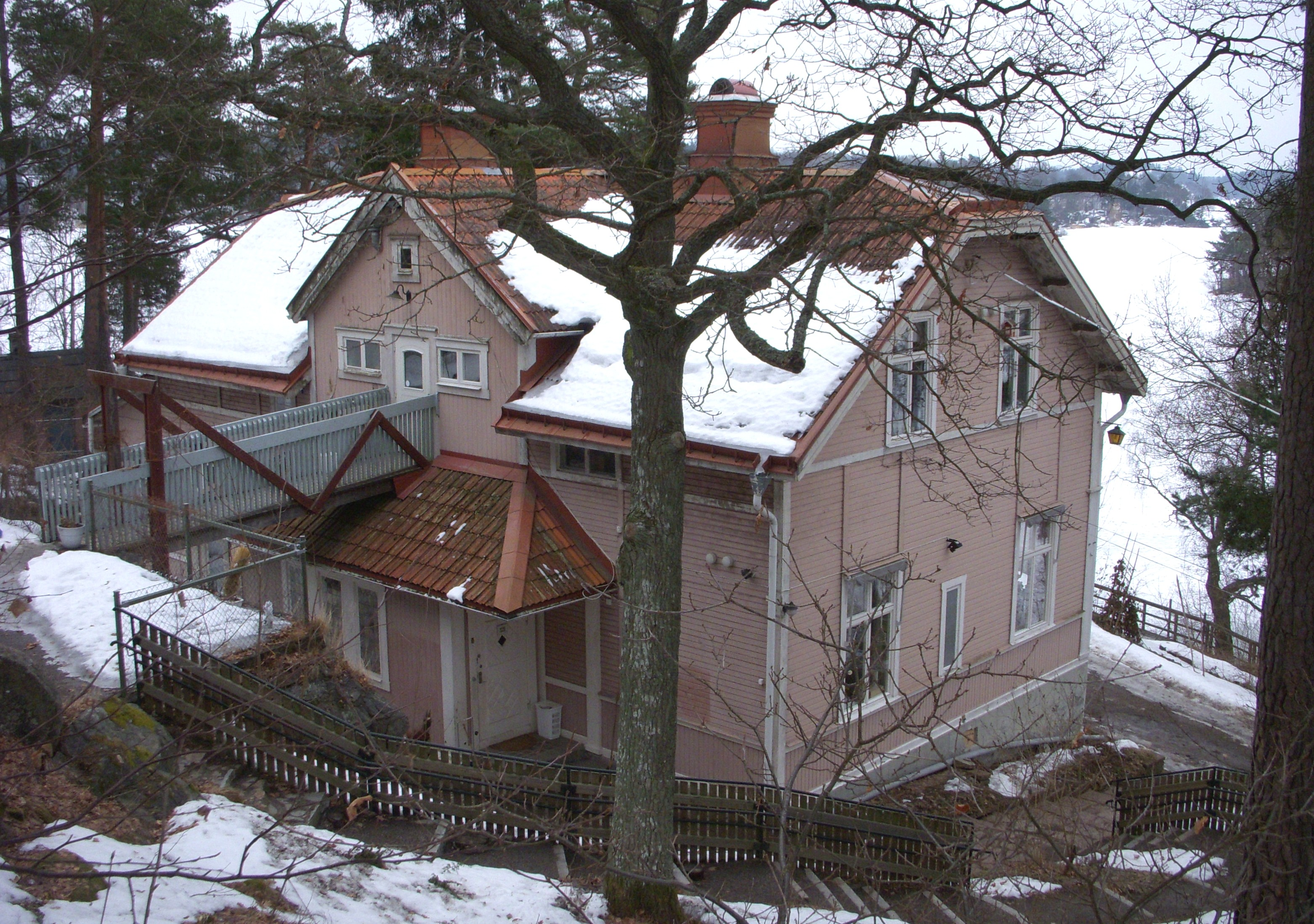
Med vy över Magelungen
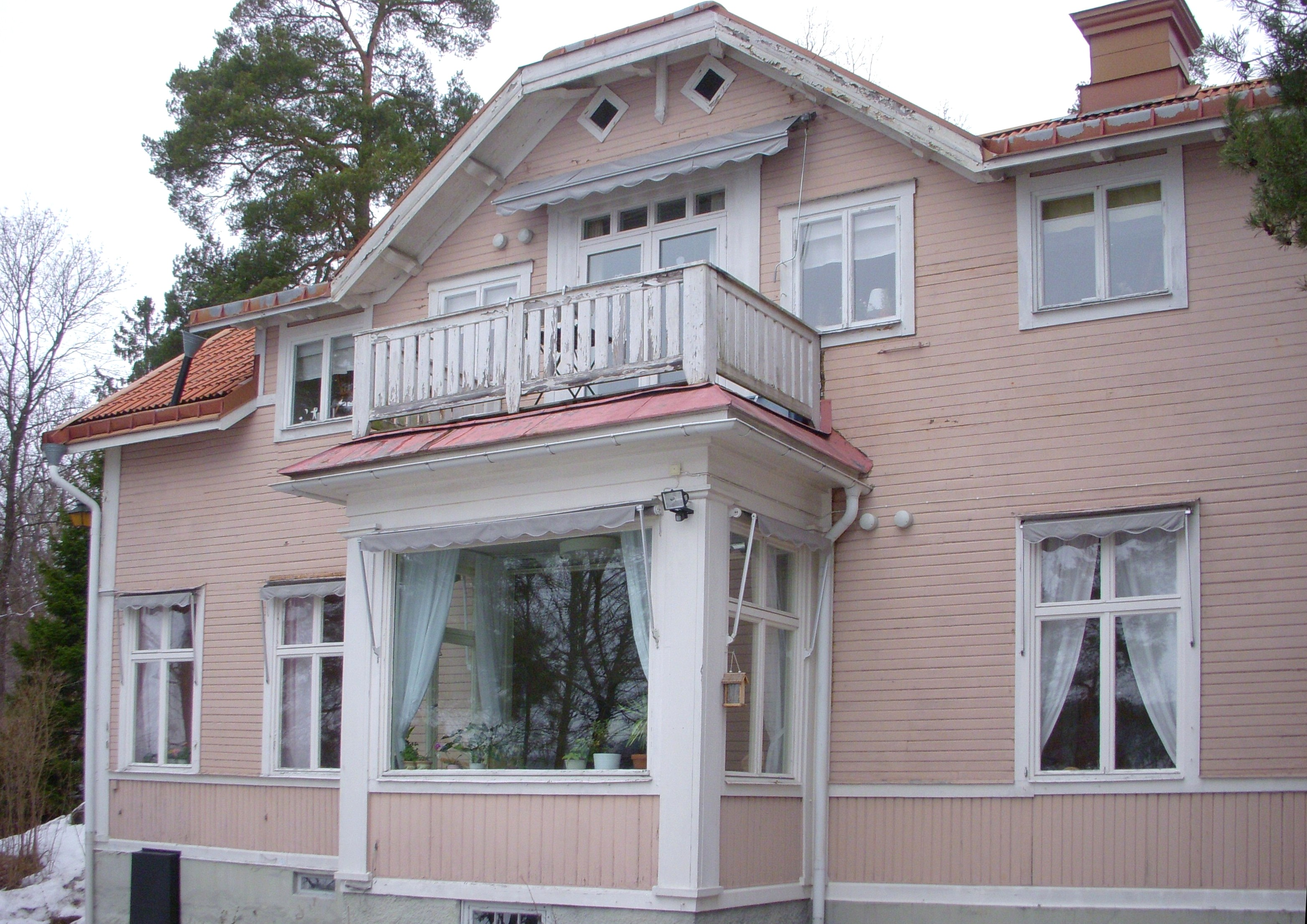
Fasad mot syd
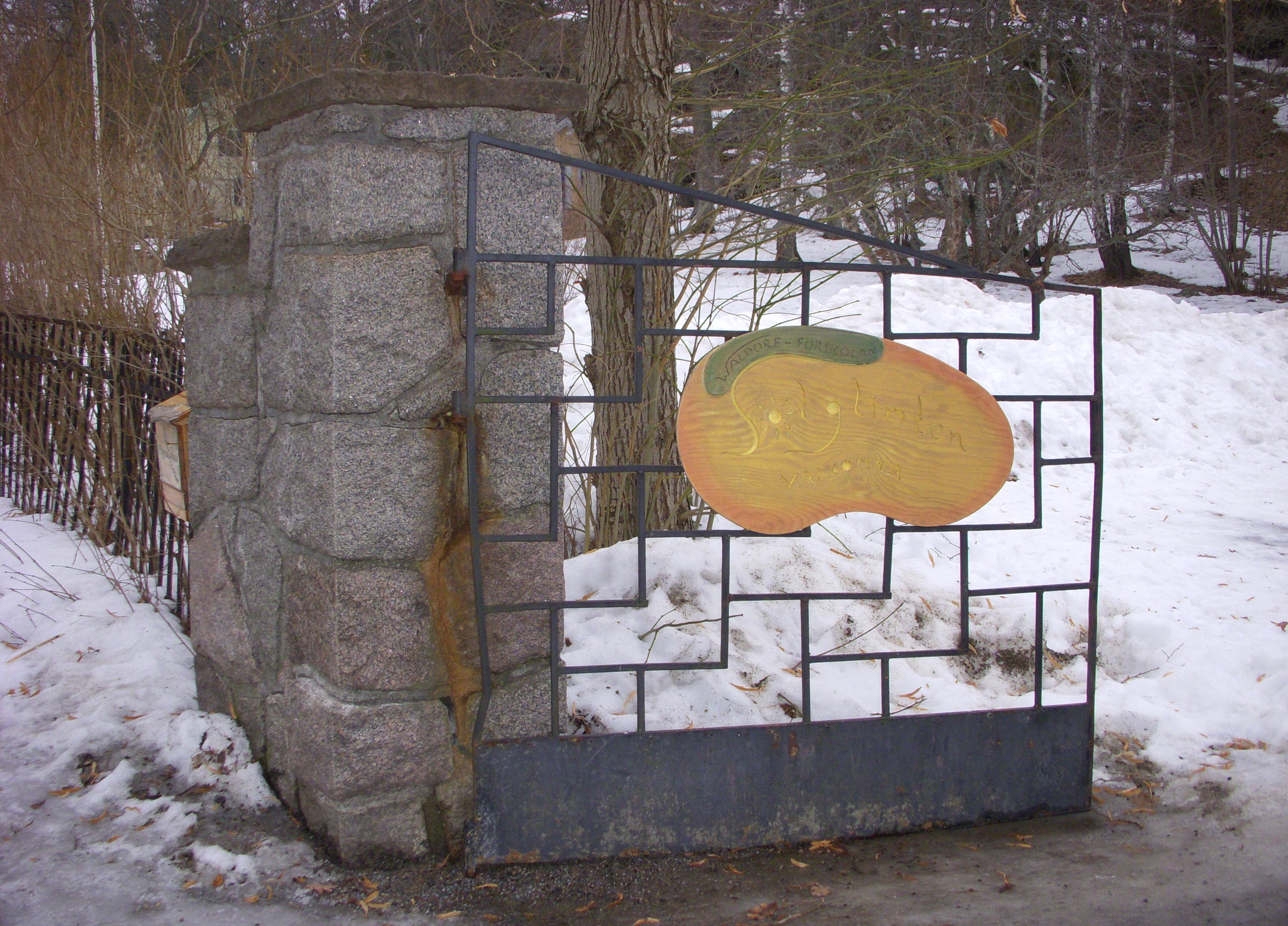
Entrégrinden
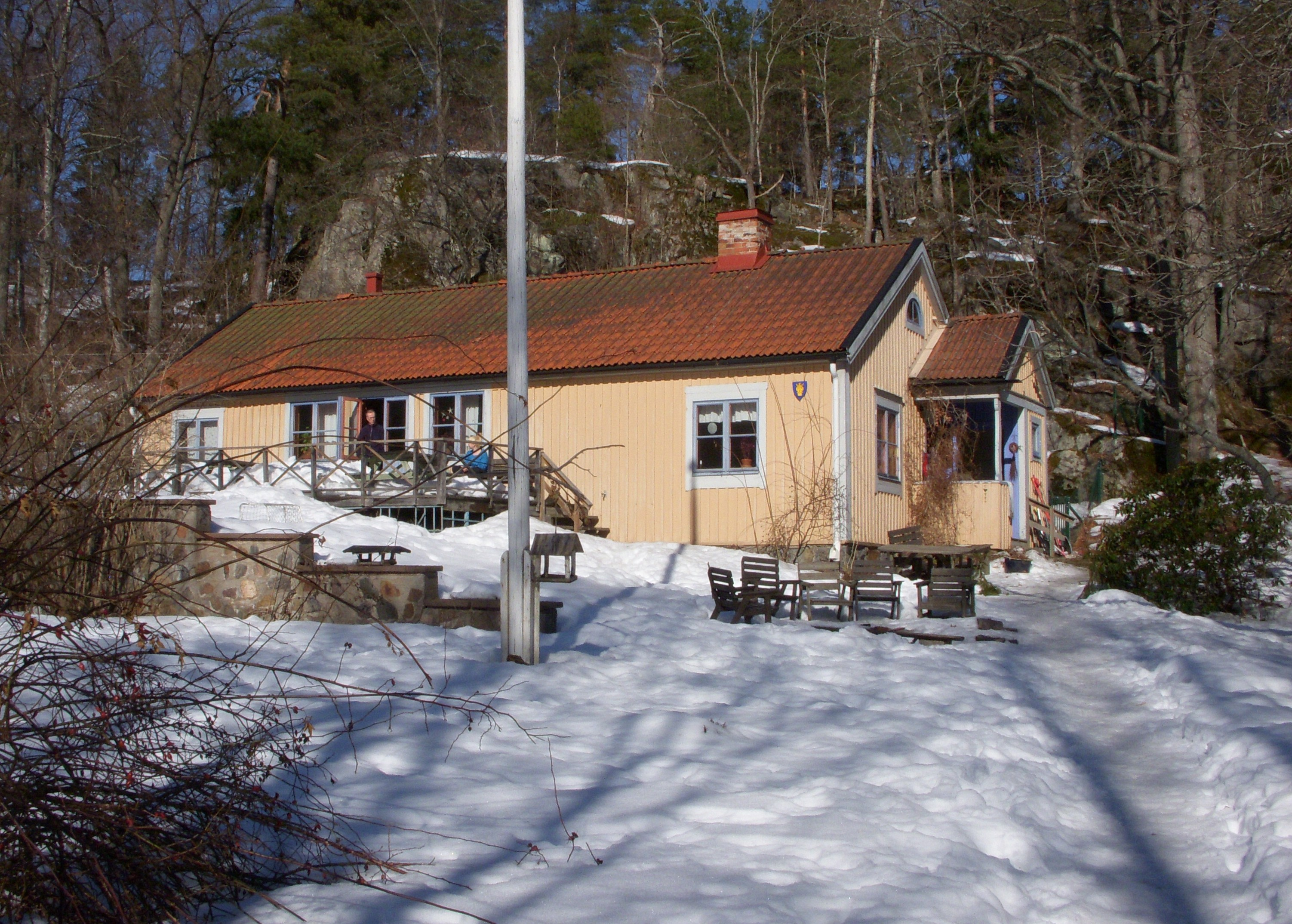
F.d. trädgårdsmästarbostaden